# Решетов, Павел Дмитриевич
Павел Дмитриевич Решетов (1911-1944) — сержант Рабоче-крестьянской Красной Армии, участник Великой Отечественной войны, Герой Советского Союза (1945).

## Биография
Павел Решетов родился 13 августа 1911 года в деревне Бегуново (ныне — Калининский район Тверской области). После окончания начальной школы работал трактористом, позднее стал бригадиром трактористов. В 1939—1940 годах проходил службу в Рабоче-крестьянской Красной Армии, участвовал в боях советско-финской войны. В 1942 году Решетов был призван на службу в Рабоче-крестьянскую Красную Армию. С октября того же года — на фронтах Великой Отечественной войны.
К июлю 1944 года сержант Павел Решетов командовал пулемётным отделением 226-го стрелкового полка 63-й стрелковой дивизии 5-й армии 3-го Белорусского фронта. Отличился во время освобождения Витебской области Белорусской ССР. 27 июля 1944 года в бою с пытавшимся прорваться из окружения к юго-востоку от Витебска противника отделение Решетова нанесло ему большие потери, отразив атаку. В критический момент боя, израсходовав боеприпасы, Решетов подорвал себя гранатой, ценой своей жизни уничтожив ещё четырёх вражеских солдат. Похоронен в деревне Смородино Лиозненского района Витебской области Белоруссии.
Указом Президиума Верховного Совета СССР от 24 марта 1945 года сержант Павел Решетов посмертно был удостоен высокого звания Героя Советского Союза. Также был награждён орденами Ленина, Красной Звезды и Славы 3-й степени.
В честь Решетова названа улица в Лиозно и установлен обелиск в деревне Уна Лиозненского района.